# ششمین جشنواره فیلم یوکوهاما
ششمین جشنوارهٔ فیلم یوکوهاما (به ژاپنی: 第1回ヨコハマ映画祭) ششمین دورهٔ جشنواره فیلم یوکوهاما است که در تاریخ ۳ فوریه ۱۹۸۵ میلادی در شهر یوکوهاما، استان کاناگاوا کشور ژاپن برگزار شد.

## جوایز
- بهترین فیلم: Mahjong hōrōki[۲]
- بهترین بازیگر نقش اول مرد: تاکشی کاگا – Mahjong hōrōki
- بهترین بازیگر نقش اول زن: ماری شیراتو – Ningyo densetsu
- بهترین بازیگر جدید زن:
  - یاسوکو تومیتا – Aiko 16-sai
  - یوکی کودو – Gyakufunsha kazoku
  - Kimiko Yoshimiya – Renzoku satsujinki: Reiketsu
- بهترین بازیگر نقش مکمل مرد: کاکو تاکاشینا – Mahjong hōrōki
- بهترین بازیگر نقش مکمل زن:
  - کین سوگای – Ososhiki
  - اتسوکو شیهومی – Shanhai bansukingu
- بهترین کارگردان: توشیهارو ایکدا – Ningyo densetsu
- بهترین کارگردان جدید: Shūsuke Kaneko – Uno Koichiro no nurete utsu, Ol yurizoku 19 sai, Eve-chan-no hime
- بهترین فیلمنامه: جوزو ایتامی – Ososhiki
- بهترین فیلمبرداری: Yonezo Maeda – Ososhiki, Ningyo densetsu, Tokimeki ni shisu, Mein teema
- جایزهٔ ویژه:
  - Norifumi Suzuki (Career)
  - سایوری یوشیناگا (Career)